# Callimetopus albatus
Callimetopus albatus är en skalbaggsart som först beskrevs av Newman 1842.  Callimetopus albatus ingår i släktet Callimetopus och familjen långhorningar.
Artens utbredningsområde är Filippinerna. Inga underarter finns listade.